# 金田森男
金田 森男（かねだ もりお、1939年1月30日 - ）は、日本と朝鮮民主主義人民共和国の元プロボクサー、ボクシング指導者。本名は金 貴河（キム・クィハ）。元日本ミドル級チャンピオン。帝拳ボクシングジム所属にしていた。

## 来歴
日本統治下の済州島出身。
1957年度全日本フェザー級新人王を獲得。
1963年8月12日に第13代日本ミドル級王座を獲得。
1966年5月7日、在日朝鮮人の帰還事業により北朝鮮に移住。
移住から7ヶ月後に、カンボジアで開催されたアジア新興国競技大会（GANEFO）に参加したが、選手としては出場しなかったものの、12月7日にプノンペンの在カンボジア日本国大使館に出向き、亡命を申請しようとしたが、大使館が休日であった、1966年12月9日に北朝鮮側から捜索依頼を受けたカンボジア当局に身柄拘束され、1966年12月13日に北朝鮮に送還された。
1966年12月21日の韓国政府は総領事館の撤収を発表。韓国とカンボジアは国交断絶した。
金田が北朝鮮当局からの処罰を免れたこともあり、1967年5月19日に金田の夫人である日本人妻は2児を連れて新潟港から北朝鮮に移住した。